# Kamasjaure (Jukkasjärvi socken, Lappland)
Kamasjaure är en sjö i Kiruna kommun i Lappland och ingår i Torneälvens huvudavrinningsområde. Sjön har en area på 1,38 kvadratkilometer och ligger 487 meter över havet. Kamasjaure ligger i Rautas fjällurskog Natura 2000-område. Sjön avvattnas av vattendraget Kamasjåkkå.

## Delavrinningsområde
Kamasjaure ingår i det delavrinningsområde (756007-166900) som SMHI kallar för Utloppet av Kamasjaure. Medelhöjden är 508 meter över havet och ytan är 10,77 kvadratkilometer. Det finns inga avrinningsområden uppströms utan avrinningsområdet är högsta punkten. Kamasjåkkå som avvattnar avrinningsområdet har biflödesordning 4, vilket innebär att vattnet flödar genom totalt 4 vattendrag innan det når havet efter 436 kilometer. Avrinningsområdet består mestadels av skog (70 procent). Avrinningsområdet har 2,13 kvadratkilometer vattenytor vilket ger det en sjöprocent på 19,8 procent.